# Epiplema triumbrata
Epiplema triumbrata är en fjärilsart som beskrevs av W. Warren 1902. Epiplema triumbrata ingår i släktet Epiplema och familjen Uraniidae. Inga underarter finns listade i Catalogue of Life.